# Marc Rieper
Marc Rieper-Jensen (Rødovre, 5 giugno 1968) è un ex calciatore danese, di ruolo difensore.

## Carriera

### Club
Ha iniziato la carriera nell'Aarhus, nel 1988. Nel 1992, è passato ai rivali del campionato danese, il Brøndby. Con la sua nuova squadra, ha giocato da titolare ed è stato utilizzato in 38 incontri consecutivi (39 totali).
Con il suo club ha vinto la Coppa di Danimarca nel 1994, prima di trasferirsi, nel dicembre dello stesso anno, al West Ham United, in Inghilterra. Nel 1997, poi, si è trasferito agli scozzesi del Celtic, con il quale ha vinto il campionato 1997-1998.
Dopo soltanto un anno al Celtic, Rieper si è infortunato al piede e ha terminato la carriera alla fine del 1998. Si è ritirato ufficialmente a luglio 2000.

### Nazionale
Rieper ha debuttato per la Danimarca il 5 settembre 1990, in una vittoria per uno a zero contro la Svezia, in amichevole. Prima di passare al Brøndby, ha giocato altre tre partite per la sua Nazionale.
Ha fatto parte della squadra che ha vinto la FIFA Confederations Cup 1995, dove ha giocato in tutti gli incontri, così come nel campionato d'Europa 1996. Al campionato del mondo 1998 ha segnato una rete ai danni dell'Arabia Saudita. L'avventura della selezione danese ai Mondiali è terminata ai quarti di finale, contro il Brasile.
Conta 61 presenze e 2 reti per la Danimarca e 4 apparizioni con la Danimarca under 21.

## Dopo il ritiro
Successivamente al suo ritiro, ha trascorso un po' di tempo, nel 2001, come assistente allenatore nelle giovanili dell'Aarhus. Attraverso le sue conoscenze al Celtic, ha portato molte riserve degli scozzesi a giocare per l'Aarhus, tra cui il nazionale irlandese Liam Miller. Quando, nel 2002, l'allenatore della prima squadra John Stampe è stato licenziato, anche Rieper ha rassegnato le dimissioni. Attualmente, possiede e dirige un albergo nella città di Aarhus.

## Statistiche

### Cronologia presenze e reti in nazionale
| Cronologia completa delle presenze e delle reti in nazionale ― Danimarca | Cronologia completa delle presenze e delle reti in nazionale ― Danimarca | Cronologia completa delle presenze e delle reti in nazionale ― Danimarca | Cronologia completa delle presenze e delle reti in nazionale ― Danimarca | Cronologia completa delle presenze e delle reti in nazionale ― Danimarca | Cronologia completa delle presenze e delle reti in nazionale ― Danimarca | Cronologia completa delle presenze e delle reti in nazionale ― Danimarca | Cronologia completa delle presenze e delle reti in nazionale ― Danimarca |
| Data                                                                     | Città                                                                    | In casa                                                                  | Risultato                                                                | Ospiti                                                                   | Competizione                                                             | Reti                                                                     | Note                                                                     |
| ------------------------------------------------------------------------ | ------------------------------------------------------------------------ | ------------------------------------------------------------------------ | ------------------------------------------------------------------------ | ------------------------------------------------------------------------ | ------------------------------------------------------------------------ | ------------------------------------------------------------------------ | ------------------------------------------------------------------------ |
| 5-9-1990                                                                 | Västerås                                                                 | Svezia                                                                   | 0 – 1                                                                    | Danimarca                                                                | Amichevole                                                               | -                                                                        |                                                                          |
| 12-6-1991                                                                | Malmö                                                                    | Italia                                                                   | 2 – 0 dts                                                                | Danimarca                                                                | Scania Cup - Semifinale                                                  | -                                                                        | 73’                                                                      |
| 15-6-1991                                                                | Norrköping                                                               | Svezia                                                                   | 4 – 0                                                                    | Danimarca                                                                | Scania Cup - Finale 3º posto                                             | -                                                                        |                                                                          |
| 4-9-1991                                                                 | Reykjavík                                                                | Islanda                                                                  | 0 – 0                                                                    | Danimarca                                                                | Amichevole                                                               | -                                                                        |                                                                          |
| 14-10-1992                                                               | Copenaghen                                                               | Danimarca                                                                | 0 – 0                                                                    | Irlanda                                                                  | Qual. Mondiali 1994                                                      | -                                                                        |                                                                          |
| 18-11-1992                                                               | Belfast                                                                  | Irlanda del Nord                                                         | 0 – 1                                                                    | Danimarca                                                                | Qual. Mondiali 1994                                                      | -                                                                        |                                                                          |
| 30-1-1993                                                                | Tempe                                                                    | Stati Uniti                                                              | 2 – 2                                                                    | Danimarca                                                                | Amichevole                                                               | -                                                                        |                                                                          |
| 24-2-1993                                                                | Mar del Plata                                                            | Argentina                                                                | 1 – 1                                                                    | Danimarca                                                                | Amichevole                                                               | -                                                                        |                                                                          |
| 31-3-1993                                                                | Copenaghen                                                               | Danimarca                                                                | 1 – 0                                                                    | Spagna                                                                   | Qual. Mondiali 1994                                                      | -                                                                        |                                                                          |
| 14-4-1993                                                                | Copenaghen                                                               | Danimarca                                                                | 2 – 0                                                                    | Lettonia                                                                 | Qual. Mondiali 1994                                                      | -                                                                        |                                                                          |
| 28-4-1993                                                                | Dublino                                                                  | Irlanda                                                                  | 1 – 1                                                                    | Danimarca                                                                | Qual. Mondiali 1994                                                      | -                                                                        |                                                                          |
| 2-6-1993                                                                 | Copenaghen                                                               | Danimarca                                                                | 4 – 0                                                                    | Albania                                                                  | Qual. Mondiali 1994                                                      | -                                                                        |                                                                          |
| 25-8-1993                                                                | Copenaghen                                                               | Danimarca                                                                | 4 – 0                                                                    | Lituania                                                                 | Qual. Mondiali 1994                                                      | -                                                                        |                                                                          |
| 8-9-1993                                                                 | Tirana                                                                   | Albania                                                                  | 0 – 1                                                                    | Danimarca                                                                | Qual. Mondiali 1994                                                      | -                                                                        |                                                                          |
| 13-10-1993                                                               | Copenaghen                                                               | Danimarca                                                                | 1 – 0                                                                    | Irlanda del Nord                                                         | Qual. Mondiali 1994                                                      | -                                                                        |                                                                          |
| 17-11-1993                                                               | Siviglia                                                                 | Spagna                                                                   | 1 – 0                                                                    | Danimarca                                                                | Qual. Mondiali 1994                                                      | -                                                                        |                                                                          |
| 9-3-1994                                                                 | Londra                                                                   | Inghilterra                                                              | 1 – 0                                                                    | Danimarca                                                                | Amichevole                                                               | -                                                                        |                                                                          |
| 20-4-1994                                                                | Copenaghen                                                               | Danimarca                                                                | 3 – 1                                                                    | Ungheria                                                                 | Amichevole                                                               | -                                                                        |                                                                          |
| 26-5-1994                                                                | Copenaghen                                                               | Danimarca                                                                | 1 – 0                                                                    | Svezia                                                                   | Amichevole                                                               | -                                                                        |                                                                          |
| 1-6-1994                                                                 | Oslo                                                                     | Norvegia                                                                 | 2 – 1                                                                    | Danimarca                                                                | Amichevole                                                               | -                                                                        |                                                                          |
| 17-8-1994                                                                | Copenaghen                                                               | Danimarca                                                                | 2 – 1                                                                    | Finlandia                                                                | Amichevole                                                               | -                                                                        |                                                                          |
| 7-9-1994                                                                 | Skopje                                                                   | Macedonia                                                                | 1 – 1                                                                    | Danimarca                                                                | Qual. Euro 1996                                                          | -                                                                        |                                                                          |
| 12-10-1994                                                               | Copenaghen                                                               | Danimarca                                                                | 3 – 1                                                                    | Belgio                                                                   | Qual. Euro 1996                                                          | -                                                                        |                                                                          |
| 16-11-1994                                                               | Siviglia                                                                 | Spagna                                                                   | 3 – 0                                                                    | Danimarca                                                                | Qual. Euro 1996                                                          | -                                                                        |                                                                          |
| 8-1-1995                                                                 | Riyadh                                                                   | Arabia Saudita                                                           | 0 – 2                                                                    | Danimarca                                                                | Coppa re Fahd 1995 - 1º turno                                            | -                                                                        | 89’                                                                      |
| 10-1-1995                                                                | Riyadh                                                                   | Danimarca                                                                | 1 – 1 (4 – 2 dtr)                                                        | Messico                                                                  | Coppa re Fahd 1995 - 1º turno                                            | -                                                                        |                                                                          |
| 13-1-1995                                                                | Riyadh                                                                   | Argentina                                                                | 0 – 2                                                                    | Danimarca                                                                | Coppa re Fahd 1995 - Finale                                              | -                                                                        |                                                                          |
| 29-3-1995                                                                | Limassol                                                                 | Cipro                                                                    | 1 – 1                                                                    | Danimarca                                                                | Qual. Euro 1996                                                          | -                                                                        |                                                                          |
| 26-4-1995                                                                | Copenaghen                                                               | Danimarca                                                                | 1 – 0                                                                    | Macedonia                                                                | Qual. Euro 1996                                                          | -                                                                        |                                                                          |
| 31-5-1995                                                                | Helsinki                                                                 | Finlandia                                                                | 0 – 1                                                                    | Danimarca                                                                | Amichevole                                                               | -                                                                        |                                                                          |
| 7-6-1995                                                                 | Copenaghen                                                               | Danimarca                                                                | 4 – 0                                                                    | Cipro                                                                    | Qual. Euro 1996                                                          | -                                                                        |                                                                          |
| 16-8-1995                                                                | Erevan                                                                   | Armenia                                                                  | 0 – 2                                                                    | Danimarca                                                                | Qual. Euro 1996                                                          | -                                                                        |                                                                          |
| 6-9-1995                                                                 | Bruxelles                                                                | Belgio                                                                   | 1 – 3                                                                    | Danimarca                                                                | Qual. Euro 1996                                                          | -                                                                        |                                                                          |
| 11-10-1995                                                               | Copenaghen                                                               | Danimarca                                                                | 1 – 1                                                                    | Spagna                                                                   | Qual. Euro 1996                                                          | -                                                                        |                                                                          |
| 15-11-1995                                                               | Copenaghen                                                               | Danimarca                                                                | 3 – 1                                                                    | Armenia                                                                  | Qual. Euro 1996                                                          | -                                                                        |                                                                          |
| 27-3-1996                                                                | Monaco di Baviera                                                        | Germania                                                                 | 2 – 0                                                                    | Danimarca                                                                | Amichevole                                                               | -                                                                        |                                                                          |
| 24-4-1996                                                                | Copenaghen                                                               | Danimarca                                                                | 2 – 0                                                                    | Scozia                                                                   | Amichevole                                                               | -                                                                        |                                                                          |
| 2-6-1996                                                                 | Copenaghen                                                               | Danimarca                                                                | 1 – 0                                                                    | Ghana                                                                    | Amichevole                                                               | -                                                                        |                                                                          |
| 9-6-1996                                                                 | Sheffield                                                                | Portogallo                                                               | 1 – 1                                                                    | Danimarca                                                                | Euro 1996 - 1º turno                                                     | -                                                                        |                                                                          |
| 16-6-1996                                                                | Sheffield                                                                | Croazia                                                                  | 3 – 0                                                                    | Danimarca                                                                | Euro 1996 - 1º turno                                                     | -                                                                        |                                                                          |
| 19-6-1996                                                                | Sheffield                                                                | Danimarca                                                                | 3 – 0                                                                    | Turchia                                                                  | Euro 1996 - 1º turno                                                     | -                                                                        |                                                                          |
| 14-8-1996                                                                | Göteborg                                                                 | Svezia                                                                   | 0 – 1                                                                    | Danimarca                                                                | Amichevole                                                               | -                                                                        |                                                                          |
| 9-10-1996                                                                | Copenaghen                                                               | Danimarca                                                                | 2 – 1                                                                    | Grecia                                                                   | Qual. Mondiali 1998                                                      | -                                                                        | 43’                                                                      |
| 9-11-1996                                                                | Copenaghen                                                               | Danimarca                                                                | 1 – 0                                                                    | Francia                                                                  | Amichevole                                                               | -                                                                        |                                                                          |
| 29-3-1997                                                                | Spalato                                                                  | Croazia                                                                  | 1 – 1                                                                    | Danimarca                                                                | Qual. Mondiali 1998                                                      | -                                                                        |                                                                          |
| 30-4-1997                                                                | Copenaghen                                                               | Danimarca                                                                | 4 – 0                                                                    | Slovenia                                                                 | Qual. Mondiali 1998                                                      | -                                                                        |                                                                          |
| 8-6-1997                                                                 | Copenaghen                                                               | Danimarca                                                                | 2 – 0                                                                    | Bosnia ed Erzegovina                                                     | Qual. Mondiali 1998                                                      | 1                                                                        |                                                                          |
| 20-8-1997                                                                | Zenica                                                                   | Bosnia ed Erzegovina                                                     | 3 – 0                                                                    | Danimarca                                                                | Qual. Mondiali 1998                                                      | -                                                                        | 24’                                                                      |
| 11-10-1997                                                               | Amarousio                                                                | Grecia                                                                   | 0 – 0                                                                    | Danimarca                                                                | Qual. Mondiali 1998                                                      | -                                                                        | 89’                                                                      |
| 25-3-1998                                                                | Glasgow                                                                  | Scozia                                                                   | 0 – 1                                                                    | Danimarca                                                                | Amichevole                                                               | -                                                                        | 81’                                                                      |
| 22-4-1998                                                                | Copenaghen                                                               | Danimarca                                                                | 0 – 2                                                                    | Norvegia                                                                 | Amichevole                                                               | -                                                                        |                                                                          |
| 28-5-1998                                                                | Malmö                                                                    | Svezia                                                                   | 3 – 0                                                                    | Danimarca                                                                | Amichevole                                                               | -                                                                        |                                                                          |
| 5-6-1998                                                                 | Copenaghen                                                               | Danimarca                                                                | 1 – 2                                                                    | Camerun                                                                  | Amichevole                                                               | -                                                                        |                                                                          |
| 12-6-1998                                                                | Lens                                                                     | Arabia Saudita                                                           | 0 – 1                                                                    | Danimarca                                                                | Mondiali 1998 - 1º turno                                                 | 1                                                                        | 60’                                                                      |
| 18-6-1998                                                                | Tolosa                                                                   | Danimarca                                                                | 1 – 1                                                                    | Sudafrica                                                                | Mondiali 1998 - 1º turno                                                 | -                                                                        |                                                                          |
| 24-6-1998                                                                | Lione                                                                    | Francia                                                                  | 2 – 1                                                                    | Danimarca                                                                | Mondiali 1998 - 1º turno                                                 | -                                                                        |                                                                          |
| 28-6-1998                                                                | Saint-Denis                                                              | Danimarca                                                                | 4 – 1                                                                    | Nigeria                                                                  | Mondiali 1998 - Ottavi di finale                                         | -                                                                        | 24’                                                                      |
| 3-7-1998                                                                 | Nantes                                                                   | Brasile                                                                  | 3 – 2                                                                    | Danimarca                                                                | Mondiali 1998 - Quarti di finale                                         | -                                                                        |                                                                          |
| 5-9-1998                                                                 | Minsk                                                                    | Bielorussia                                                              | 0 – 0                                                                    | Danimarca                                                                | Qual. Euro 2000                                                          | -                                                                        |                                                                          |
| 10-10-1998                                                               | Copenaghen                                                               | Danimarca                                                                | 1 – 2                                                                    | Galles                                                                   | Qual. Euro 2000                                                          | -                                                                        |                                                                          |
| 14-10-1998                                                               | Zurigo                                                                   | Svizzera                                                                 | 1 – 1                                                                    | Danimarca                                                                | Qual. Euro 2000                                                          | -                                                                        |                                                                          |
| Totale                                                                   |                                                                          | Presenze                                                                 | 61                                                                       |                                                                          | Reti                                                                     | 2                                                                        |                                                                          |

## Palmarès

### Club
- Coppa di Danimarca: 2

Aarhus: 1992
Brøndby: 1994
- Campionato scozzese: 1

Celtic: 1997-1998
- Coppa di Lega scozzese: 1

Celtic: 1997-1998

### Nazionale
- Confederations Cup: 1

1995